# Chrysogorgia flavescens
Chrysogorgia flavescens är en korallart som beskrevs av Nutting 1908. Chrysogorgia flavescens ingår i släktet Chrysogorgia och familjen Chrysogorgiidae. Inga underarter finns listade i Catalogue of Life.